# Attila İlhan
Attila İlhan (15 de junio de 1925 –10 de octubre de 2005) fue un autor y poeta turco. Ya en su juventud, tuvo serios problemas al haber enviado un poema de Nazım Hikmet, un famoso poeta turco y disidente político, a una muchacha de la que estaba enamorado. Esto brevemente interrumpió su educación. Más tarde pudo asistir a la Facultad de Derecho en Estambul y publicó en varias revistas literarias. Vivió en París, donde le influyó la corriente cultural de la capital francesa. En los últimos tiempos asistió a programas televisión donde intervenía como moderador sobre cuestiones literarias y sociales. Era hermano de la famosa actriz turca Çolpan İlhan. Fue también una figura intelectual en Turquía donde sus ideas nacionalistas influyeron en las masas, cuestionando siempre preguntaba el intelectualismo imitativo que dominó la vida cultural y política de Turquía. Murió del infarto de miocardio en Estambul el 10 de octubre de 2005 con 80 años. 

## Obras

### Libros de Poemas
- Duvar (1948)
- Sisler Bulvarı (1954)
- Yağmur Kaçağı (1955)
- Ben Sana Mecburum (1960)
- Bela Çiçeği (1961)
- Yasak Sevişmek (1968)
- Tutuklunun Günlüğü (1973)
- Böyle Bir Sevmek (1977)
- Elde Var Hüzün (1982)
- Korkunun Krallığı (1987)
- Ayrılık Sevdaya Dahil (1993)
- Kimi Sevsem Sensin (2002)

### Novelas
- Sokaktaki Adam (1953)
- Zenciler Birbirine Benzemez  (1957)
- Kurtlar Sofrası (1963)
- Bıçağın Ucu (1973)
- Sırtlan Payı (1974) Yunus Nadi Roman Armağanı
- Yaraya Tuz Basmak (1978)
- Dersaadet'te Sabah Ezanları  (1981)
- O Karanlıkta Biz (1988)
- Fena Halde Leman (1980)
- Haco Hanım Vay  (1984)
- Allah'ın Süngüleri-Reis Paşa (2002)

### Cuento
- Yengecin Kıskacı (1999)

### Recopilaciones
- Abbas Yolcu (1957)
- Yanlış Kadınlar Yanlış Erkekler (1985)

### Memorias
- Hangi Sol (1970)
- Hangi Batı (1972)
- Hangi Seks (1976)
- Hangi Sağ (1980)
- Hangi Atatürk (1981)
- Hangi Edebiyat (1991)
- Hangi Laiklik (1995)
- Hangi Küreselleşme (1997)

### Colaboraciones en el periódicoCumhuriyet
- Bir Sap Kırmızı Karanfil (1998)
- Ufkun Arkasını Görebilmek (1999)
- Sultan Galiyef - Avrasya`da Dolaşan Hayalet (2000)
- Dönek Bereketi (2002)
- Yıldız, Hilâl ve Kalpak (2004)

- Datos: Q758126
- Multimedia: Attilâ İlhan / Q758126